# 定陵县 (西汉)
定陵县，是中国西汉时始设置的一个县，故治位于今河南省舞阳县北之北舞渡镇。
原为战国韩之定陵邑，汉置为定陵县，属颍川郡。莽新期间改名为定城，更始元年恢复原名。西晋时属襄城郡。北魏皇兴元年（467年）改置北舞阳县，仍属襄城郡；永安二年（529年）改为定陵郡，隋开皇初废。